# Форт Сэм-Хьюстон

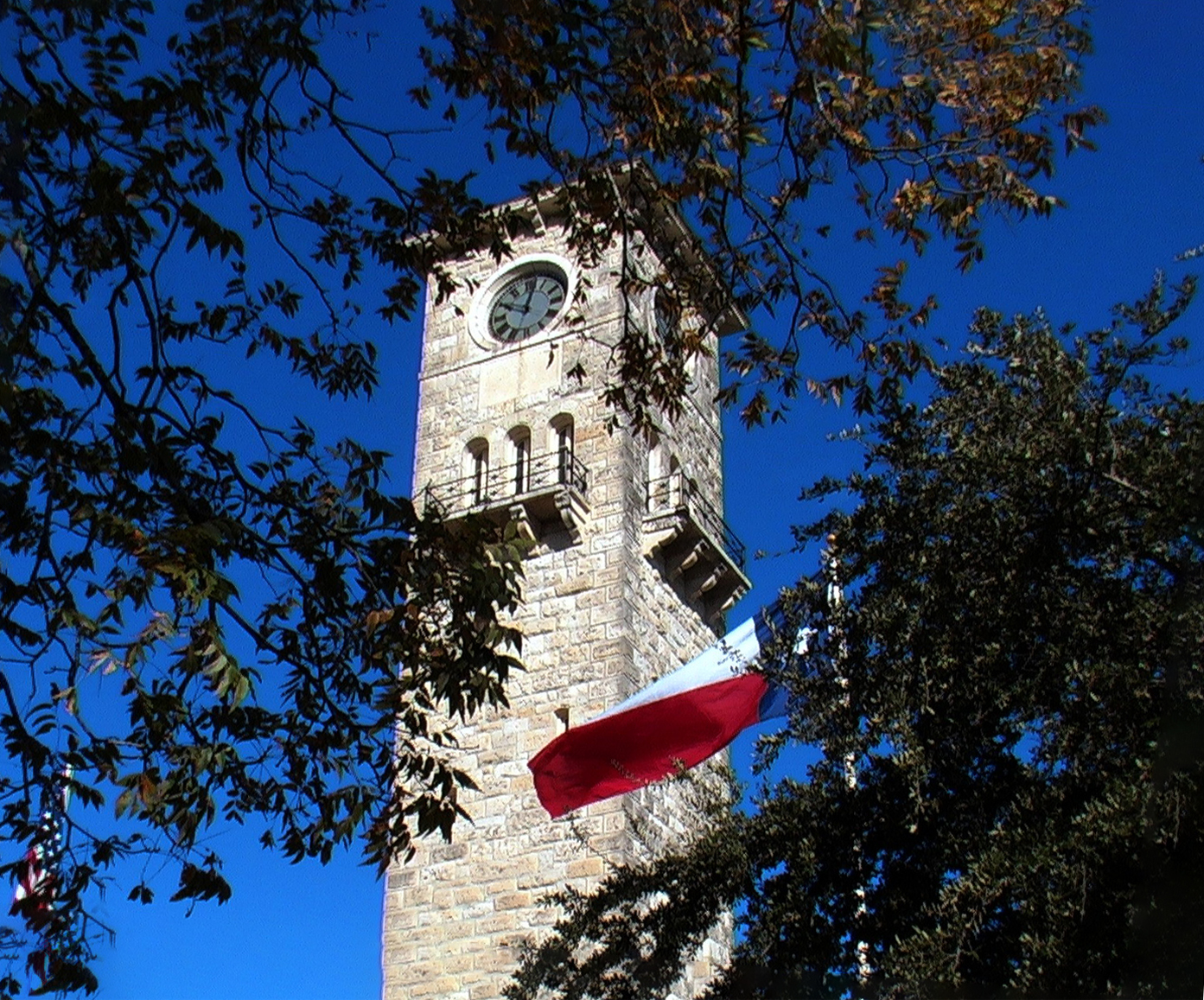
Башня с часами на территории форта Сэм-Хьюстон (1876 года постройки).

Форт Сэм-Хью́стон — комплекс учреждений, составляющих один из крупнейших сухопутных военно-медицинских центров США. Основан в 1876 году.
В настоящее время форт Сэм-Хьюстон со всех сторон окружён территорией современного города Сан-Антонио (Техас, США). Здесь находится крупный госпиталь (BAMC), среди клинических подразделений которого мировой известностью пользуется ожоговое отделение. На территории форта Сэм-Хьюстон располагается большое количество учебных учреждений, в которых готовится младший и средний медицинский персонал для армии США, имеются курсы повышения квалификации для военных врачей. Кроме того, форт Сэм-Хьюстон располагает научно-исследовательским институтом Исследований в хирургии, обширной библиотекой, двумя военно-историческими медицинскими музеями, большим числом казарм, общежитий, спортивных сооружений, магазинов для военнослужащих, домом для престарелых военных медиков, дошкольными детскими учреждениями, школой для детей служащих. На территории форта Сэм-Хьюстон находится обширное военное кладбище, на котором похоронены военные медики, в том числе, погибшие во время военных действий.